# Калисбург (Тексас)
Калисбург (енгл. Callisburg) град је у америчкој савезној држави Тексас. По попису становништва из 2010. у њему је живело 353 становника.

## Демографија
Према попису становништва из 2010. у граду је живело 353 становника, што је 12 (3,3%) становника мање него 2000. године.
| Група             | 2000.       | 2010.       |
| Белци             | 342 (93,7%) | 335 (94,9%) |
| Афроамериканци    | 0 (0,0%)    | 0 (0,0%)    |
| Азијати           | 0 (0,0%)    | 0 (0,0%)    |
| Хиспаноамериканци | 13 (3,6%)   | 16 (4,5%)   |
| Укупно            | 365         | 353         |